# Data Display Debugger

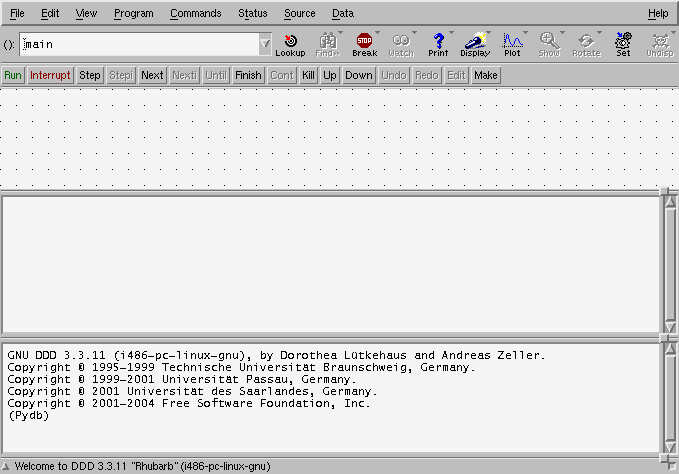
Versão 3.3.11 do Data Display Debugger

DDD, ou Data Display Debugger (literalmente, depurador com  apresentação de dados), é um software livre que oferece front-end com interface gráfica com o usuário para depuradores de linha de comando como GDB, DBX, JDB, XDB, além dos depuradores de Perl e Python. Ele é licenciado através da GPL.
O DDD permite associar o programa sendo depurado com seu código-fonte, além de poder mostrar interativamente suas  estruturas de dados como grafos.
Através de um único clique do mouse, é possível derreferenciar ponteiros ou ver o conteúdo de estruturas, atualizadas a cada vez que o programa sendo depurado é suspenso. Usando o DDD o programador pode pensar sobre sua aplicação assistindo a transformação dos dados do programa, e não apenas vendo-o executar linhas de código-fonte.
O DDD é usado principalmente em sistemas do tipo Unix, e sua utilidade é complementada por muitos programadores, que acrescentam plugins de código aberto a ele. 